# بی‌ای‌ئی سیستمز/داسو تلمو
بی‌ای‌ئی سیستمز/داسو تلمو (به انگلیسی: BAE Systems/Dassault Telemos) یک هواگرد ساختِ کارخانهٔ بی‌ای‌ئی سیستمز و گروه داسو در کشور بریتانیا و فرانسه است .